# Качкеєв Кадиркул
Кадиркул Качкеєв (1905, село Теплоключенка Пржевальського повіту Семиріченської області, тепер село Ак-Суу Ак-Суйського району Іссик-Кульської області, Киргизстан — 3 лютого 2001, місто Бішкек, Киргизстан) — радянський киргизький державний діяч, голова Ошського облвиконкому. Депутат Верховної ради Киргизької РСР. Депутат Верховної ради СРСР 2—3-го скликань.

## Життєпис
Народився в селянській родині в 1905 (за деякими даними, в 1909) році. У 1916 році разом із батьками втік від російських репресій до Китаю. Після смерті батьків повернувся на батьківщину разом із старшим братом. З 1917 по 1921 рік наймитував, був пастухом. Самостійно навчився читати і писати. З 1921 року працював у власному селянському господарстві.
У 1924 році іде добровольцем до Червоної армії, служив червоноармійцем, був курсантом школи молодших командирів, потім помічником командира взводу кавалерійського дивізіону. Брав активну участь у боротьбі з басмацтвом в Талаській долині Киргизії, командував розвідгрупою кулеметників Туркестанського військового округу. У 1927 році вступив до комсомолу.
Член ВКП(б) з 1929 року.
За активну участь у боротьбі з басмацтвом Кадиркул Качкеєв 30 червня 1930 року нагороджений медаллю та іменною зброєю.
З листопаді 1930 по 1933 рік навчався в Середньоазіатському комуністичному університеті імені Леніна в Ташкенті.
У 1933—1934 роках — завідувач відділу культури і пропаганди Чаткальського районного комітету ВКП(б).
У 1934—1941 роках — прокурор в Ат-Башинському, Талаському, Баликчинському районах Киргизької АРСР, заступник прокурора Іссик-Кульської області Киргизької РСР.
У 1941—1943 роках — 2-й секретар Іссик-Кульського обласного комітету КП(б) Киргизії.
У 1943—1945 роках — слухач Вищої школи партійних організаторів при ЦК ВКП(б).
У вересні 1945 — липні 1950 роках — голова виконавчого комітету Ошської обласної ради депутатів трудящих.
У липні 1950—1953 роках — міністр бавовництва Киргизької РСР.
У 1953—1970 роках — постійний представник Ради міністрів Киргизької РСР при Раді міністрів СРСР.
Потім працював директором Киргизької контори виробничого об'єднання «Лікипром» при Міністерстві медичної промисловості СРСР, заступником голови президії Киргизького товариства охорони природи (на 1985 рік).
Потім — на пенсії в місті Бішкеку. Помер 3 лютого 2001 року.

## Нагороди
- чотири ордени Трудового Червоного Прапора
- орден «Знак Пошани»
- медаль «За трудову доблесть»
- медаль «За доблесну працю у Великій Вітчизняній війні 1941—1945 рр.» (1945)
- Пам'ятна золота медаль «Манас-1000» (15.08.1995)
- медалі
- Почесна грамота Верховної ради Киргизької РСР (.12.1985)